# Šaplak
Šaplak (makedonska: Шаплак) är ett periodiskt vattendrag i Nordmakedonien.   Det ligger i kommunen Karbinci, i den centrala delen av landet, 80 kilometer öster om huvudstaden Skopje.